# Rosé (drag queen)
Ross Matthew McCorkell (26 de mayo de 1989), conocida por su nombre artístico Rosé, es una drag queen escocesa-estadounidense y cantante con sede en Manhattan, Nueva York. Es conocida por competir en la decimotercera temporada de RuPaul's Drag Race, quedando como finalista en el tercer/cuarto lugar con Gottmik.

## Primeros años
McCorkell nació en Greenock, Escocia, en Inverclyde. Cuando era joven, se mudó junto con sus padres, hermano, y hermana a Aberdeen, donde se crio. A los 10 años, su familia se mudó a Houston, Texas, donde sus padres residen actualmente. McCorkell dijo que para encajar en la escuela ponía acento estadounidense.

## Carrera
McCorkell, después de comenzar a hacer drag en 2017, actuó en una obra queer como parte del Capital Fringe Festival, en Washington, D. C. Originalmente consideró ponerse "PIG" como su nombre drag. Luego, juntó con las reinas Jan Sport y Lagoona Bloo, formaron el grupo pop Stephanie's Child en 2018. En 2017, Rosé ganó la competencia drag Lady Liberty en Nueva York después de 12 semanas de competencia contra otros 73 drag kings y queens.
El elenco de Rosé en la decimotercera temporada de RuPaul's Drag Race se anunció el 9 de diciembre de 2020. Rosé se desempeñó bien en la competencia, ganando tres desafíos, incluido el Rusical, y finalmente alcanzó el top cuatro junto con Gottmik, Kandy Muse, y Symone. Rosé fue una de las dos concursantes que nunca fueron mandadas para eliminación durante la temporada, junto con Gottmik. Rosé fue eliminada durante el episodio final en una batalla de lip sync contra Kandy Muse, y finalmente empató con Gottmik como segunda/tercer finalista.
Después del episodio del Snatch Game, Rosé publicó una miniserie llamada Mary, Queen of Scots, donde actuaba como el personaje que había interpretado. La miniserie presentó algunos amigos de Rosé, incluidos Jan y Matthew Camp.
McCorkell realizó su sencillo debut como solista el 7 de mayo de 2021, llamado "The Devil in the Details".

## Filmografía

### Televisión
| Año  | Título                                                  | Papel                                               | Notas                             |
| ---- | ------------------------------------------------------- | --------------------------------------------------- | --------------------------------- |
| 2017 | The Voice                                               | Ella misma (junto con Stephanie's Child y Jessie J) | Invitada especial                 |
| 2019 | America's Got Talent                                    | Ella misma (junto con Stephanie's Child)            | Concursante                       |
| 2021 | RuPaul's Drag Race (temporada 13)                       | Ella misma                                          | Concursante (Tercer/Cuarto Lugar) |
| 2021 | RuPaul's Drag Race: Untucked                            | Ella misma                                          | Concursante (Tercer/Cuarto Lugar) |
| 2021 | RuPaul's Drag Race: Corona Can't Keep a Good Queen Down | Ella misma                                          | Especial autónomo                 |
| 2022 | ICarly                                                  | Kimmy Kimmy Moore                                   | Episodio: "iDragged Him"          |

### Series web
| Año  | Título             | Papel      | Notas    | Ref |
| ---- | ------------------ | ---------- | -------- | --- |
| 2021 | Ruvealing the Look | Ella misma | Invitada |     |
| 2021 | Whatcha Packin'    | Ella misma | Invitada |     |
| 2021 | Cosmo Queens       | Ella misma | Invitada |     |
| 2021 | The X Change Rate  | Ella misma | Invitada |     |
| 2021 | Out of the Closet  | Ella misma | Invitada |     |

## Discografía

### EPs

#### Como artista principal
| Título                                             | Año  |
| -------------------------------------------------- | ---- |
| "Christmas Dolls - Vol. 1"(como Stephanie's Child) | 2020 |

### Sencillos

#### Como artista principal
| Título                     | Año  |
| -------------------------- | ---- |
| "The Devil in the Details" | 2021 |

#### Como artista invitada
| Título                                 | Año  |
| -------------------------------------- | ---- |
| "Phenomenon (versión del elenco)"      | 2021 |
| "Social Media: The Unverified Rusical" | 2021 |
| "Lucky                                 | 2021 |

## Premios y nominaciones
| Año  | Organización  | Categoría       | Trabajo    | Resultados | Ref. |
| ---- | ------------- | --------------- | ---------- | ---------- | ---- |
| 2022 | The Queerties | Future All-Star | Ella misma | Nominada   |      |